# Franck Mailleux
Franck Mailleux (ur. 27 maja 1985 w Saint-Malo) – francuski kierowca wyścigowy.

## Kariera
Mailleux rozpoczął karierę w wyścigach samochodowych w roku 2003, od startów we Francuskiej Formule Renault oraz Europejskim Pucharze Formuły Renault 2000. Podczas gdy w serii europejskiej nie był klasyfikowany, w edycji francuskiej zajął 17. miejsce. W późniejszych latach startował także w Mégane Trophy Eurocup, Brytyjskiej Formule Renault, Formule 3 Euro Series, 24h Le Mans, Le Mans Series, VLN Endurance, Intercontinental Le Mans Cup, American Le Mans Series, FIA World Endurance Championship oraz w European Le Mans Series. W Formule 3 Euro Series startował w latach 2007-2008. W pierwszym sezonie startów czterokrotnie stawał na podium, a raz na jego najwyższym stopniu. Uzbierane 38 punktów dało mu siódmą lokatę. Rok później z dorobkiem dwóch podium i 1 zwycięstwa był dziesiąty.

## Statystyki
| Sezon | Seria                                                    | Zespół           | Wyścigi | Zwycięstwa | PP | NO | Podium | Punkty | Pozycja |
| ----- | -------------------------------------------------------- | ---------------- | ------- | ---------- | -- | -- | ------ | ------ | ------- |
| 2003  | Francuska Formuła Renault                                | CD Sport         | 10      | 0          | 0  | 0  | 0      | 20     | 17      |
| 2003  | Europejski Puchar Formuły Renault 2000                   | CD Sport         | 2       | 0          | 0  | 0  | 0      | 0      | NS      |
| 2004  | Francuska Formuła Renault                                | Tech 1 Racing    | 14      | 0          | 0  | 0  | 0      | 38     | 13      |
| 2004  | Europejski Puchar Formuły Renault 2000                   | Tech 1 Racing    | 8       | 0          | 0  | 0  | 0      | 0      | NS      |
| 2005  | Francuska Formuła Renault                                | SG Formula       | 16      | 1          | 0  | 2  | 2      | 81     | 5       |
| 2005  | Europejski Puchar Formuły Renault 2.0                    | SG Formula       | 6       | 0          | 0  | 0  | 0      | 5      | 26      |
| 2006  | Brytyjska Formuła Renault                                | Manor Motorsport | 18      | 0          | 0  | 0  | 2      | 204    | 10      |
| 2006  | Brytyjska Formuła Renault (edycja zimowa)                | Manor Motorsport | 4       | 4          | 1  | 1  | 4      | 130    | 1       |
| 2006  | Francuska Formuła Renault                                | Manor Motorsport | 3       | 0          | 0  | 2  | 2      | 28     | 11      |
| 2006  | Mégane Trophy Eurocup                                    | TDS              | 2       | 0          | 0  | 0  | 1      | 10     | 17      |
| 2007  | Formuła 3 Euro Series                                    | Manor Motorsport | 20      | 1          | 0  | 4  | 4      | 38     | 7       |
| 2007  | Grand Prix Makau                                         | Manor Motorsport | 1       | 0          | 0  | 0  | 0      | N/A    | NS      |
| 2007  | Masters of Formula 3                                     | Manor Motorsport | 1       | 0          | 0  | 0  | 0      | N/A    | 17      |
| 2008  | Formuła 3 Euro Series                                    | Signature-Plus   | 20      | 1          | 0  | 0  | 2      | 27     | 10      |
| 2008  | Masters of Formula 3                                     | Signature-Plus   | 1       | 0          | 0  | 0  | 0      | N/A    | NS      |
| 2009  | Le Mans Series – LMP1                                    | Signature Plus   | 5       | 0          | 0  | 0  | 0      | 14     | 7       |
| 2009  | 24h Le Mans – LMP1                                       | Signature Plus   | 1       | 0          | 0  | 0  | 0      | N/A    | 10      |
| 2009  | 24h Nürburgring - SP3T                                   |                  | 1       | 0          | 0  | 0  | 1      | N/A    | 3       |
| 2009  | VLN Endurance                                            |                  | 1       |            |    |    |        | 9,5    | 536     |
| 2010  | Le Mans Series – LMP1                                    | Signature Plus   | 5       | 0          | 0  | 0  | 2      | 55     | 4       |
| 2010  | 24h Le Mans – LMP1                                       | Signature Plus   | 1       | 0          | 0  | 0  | 0      | N/A    | NS      |
| 2011  | Le Mans Series – LMP2                                    | Signatech Nissan | 1       | 0          | 0  | 1  | 0      | 0      | NS†     |
| 2011  | 24h Le Mans – LMP2                                       | Signatech Nissan | 1       | 0          | 1  | 0  | 1      | N/A    | 2       |
| 2011  | American Le Mans Series – LMP2                           | Signatech Nissan | 2       | 0          | 1  | 1  | 2      | 0      | NS†     |
| 2011  | Intercontinental Le Mans Cup - LMP2                      | Signatech Nissan | 2       | 0          | 1  | 2  | 1      | 0      | NS†     |
| 2012  | FIA World Endurance Championship – LMP2                  | Signatech Nissan | 8       | 0          | 0  | 0  | 1      | 0      | NS†     |
| 2012  | FIA World Endurance Championship                         | Signatech Nissan |         |            |    |    |        | 8      | 33      |
| 2012  | 24h Le Mans – LMP2                                       | Signatech Nissan | 1       | 0          | 0  | 0  | 0      | N/A    | 9       |
| 2013  | FIA World Endurance Championship Trophy for LMP2 Drivers | Morand Racing    | 1       | 0          | 0  | 0  | 0      | 0      | NS      |
| 2013  | European Le Mans Series – LMP2                           | Morand Racing    | 3       | 0          | 0  | 0  | 2      | 30     | 10      |
| 2013  | 24h Le Mans – LMP2                                       | Morand Racing    | 1       | 0          | 0  | 0  | 0      | N/A    | 5       |
| 2014  | 24h Le Mans – LMP2                                       | Race Performance | 1       | 0          | 0  | 0  | 0      | N/A    | 8       |
| 2014  | European Le Mans Series – LMP2                           | Race Performance | 5       | 0          | 0  | 1  | 2      | 57     | 5       |